# 1915 en bande dessinée
| Années de la bande dessinée : 1912 - 1913 - 1914 - 1915 - 1916 - 1917 - 1918    |
| Décennies de la bande dessinée : 1880 - 1890 - 1900 - 1910 - 1920 - 1930 - 1940 |

Cet article présente les faits marquants de l'année 1915 en bande dessinée.

## Évènements
- William Randolph Hearst crée le King Features Syndicate, qui deviendra le premier distributeur mondial de comic-strips, de cartoons, de rubriques et de jeux pour les journaux de presse écrite.
- Du 22 au 28 décembre : le quotidien québécois La Presse publie L'Éducation de Pierrot de Max.

## Nouveaux albums
Voir aussi : Albums de bande dessinée sortis en 1915
| Sortie | Titre       | Scénariste | Dessinateur | Coloriste | Éditeur |
| ------ | ----------- | ---------- | ----------- | --------- | ------- |
| ?      | à compléter |            |             |           |         |
| ?      | …           |            |             |           |         |

## Naissances
- Tarpe Mills
- 9 janvier : Dick Briefer, auteur de comics
- 25 février : Antonio Canale
- 22 mars : Bud Sagendorf, auteur de comics
- 25 avril : Mort Weisinger, scénariste de comics
- 7 juin : Graham Ingels
- 15 juin : Julius Schwartz
- 18 juin : Robert Kanigher, auteur de comics
- 28 juillet : Dick Sprang, dessinateur de comics
- 20 août : George Roussos
- 23 septembre : Chuck Cuidera
- 21 octobre : Francis Josse
- 15 novembre : Martin Nodell